# 邮轮中心站

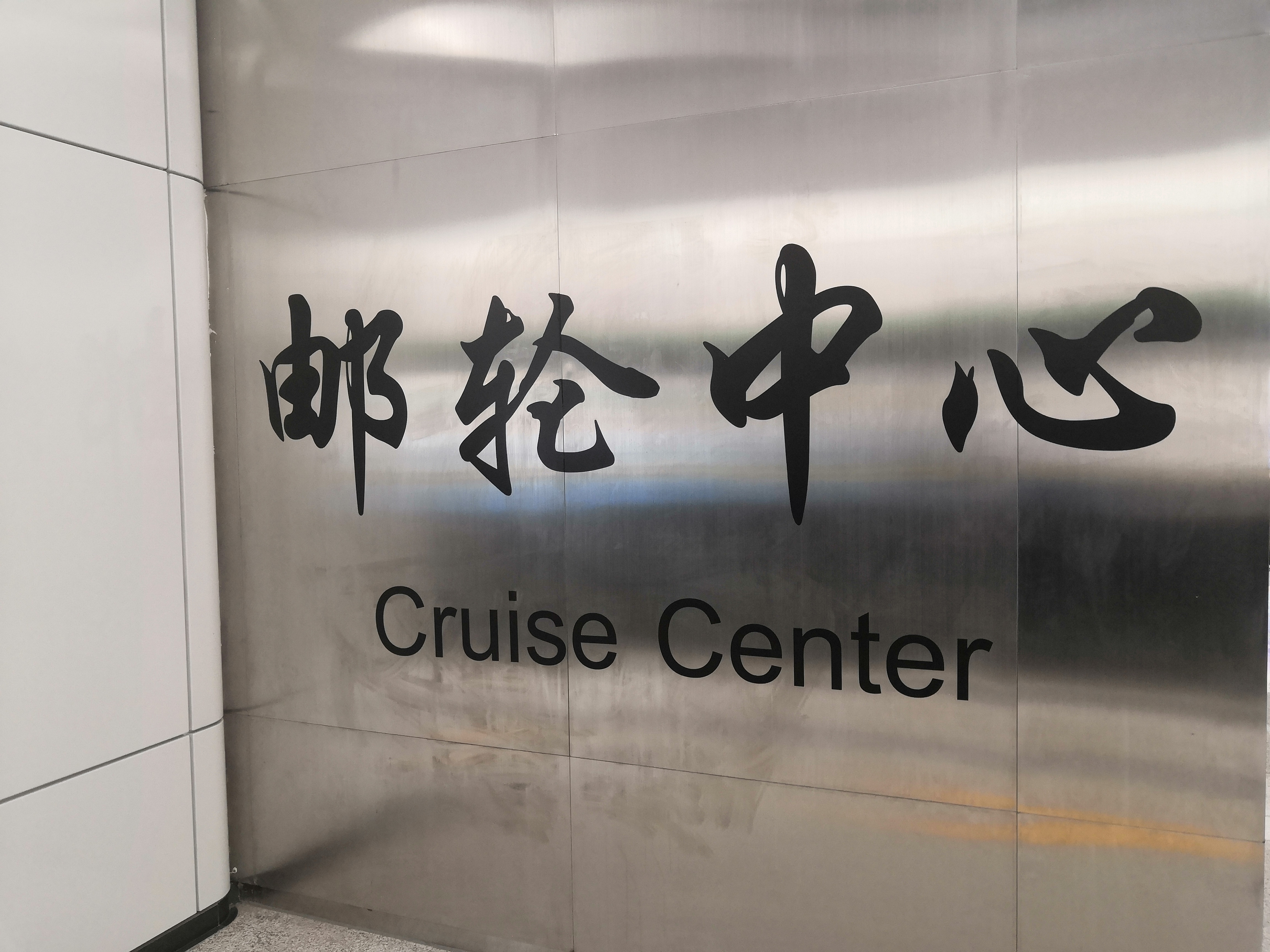
邮轮中心站站牌

邮轮中心站（廈門話：/iu˧˧ lun˧˧ tiɔŋ˧˧ sim˥˥/），规划建设阶段曾称东渡路站，位于中华人民共和国福建省厦门市湖里区湖里街道厦门国际邮轮中心东北侧地下，是厦门轨道交通2号线的地铁车站，于2019年12月25日开通运营。

## 邻近交通
- 厦门国际邮轮中心